# Château de Conzié
Le château de Conzié est une ancienne maison forte, probablement du XIVe siècle, chef-lieu de la seigneurie de Conzié, remanié à plusieurs reprises, qui se dresse sur la commune française de Bloye dans le département de la Haute-Savoie, en région Auvergne-Rhône-Alpes.

## Situation
Le château de Conzié est situé dans le département français de la Haute-Savoie sur la commune de Bloye, au nord-est du bourg, sur le bord de la plaine marécageuse qui s'étend entre Albens, Saint-Félix et Rumilly.

## Historique
Le château de Conzié est le berceau de la famille éponyme. Galéas de Conzié, cité en 1103, en est le premier seigneur connu. En 1194, Aymon de Conzié, épouse Gabrielle de Lucinge ; il se retirera à l'hospice du Mont-Joux, ou deux de ses fils se feront religieux.
François de Conzié, évêque de Grenoble en 1380 par la grâce de Robert de Genève (pape sous le nom de Clément VII), fonde, avant 1370, à proximité de sa maison forte une chapelle dédiée à saint Jean-Baptiste,, et la chapelle Saint-Claude accolée à l'église de Rumilly pour servir de tombeau à la famille. Les Conzié garderont le château jusqu'en 1546.
Guibert de Conzié, et son fils Claude de Conzié, qu'il a doté de la maison forte, la vendent le 4 septembre 1546 à André et Georges de Monfort, qui prennent alors le titre de seigneurs de Conzié. Les Montfort conserveront le château pendant deux siècles.
En 1748, le château de Conzié est entre les mains d'un Piémontais, de la province de Biella, Jean-Guillaume Gromet.
Joseph-François de Conzié, alors âgé de 76 ans, marquis d'Allemogne (Thoiry), comte des Charmettes (Chambéry) et baron d'Arenthon (Arenthon), le rachète en 1783. À sa mort survenue en 1789, ses neveux, les Gerbaix de Sonnaz d'Habère héritent du château et depuis différents propriétaires se sont succédé.

## Description
Le château de Conzié se présente aujourd'hui sous la forme d'un imposant corps de logis disposé en équerre. Il s'éclaire par des fenêtres qui date pour la plupart du XVIIIe siècle. Une petite tour carrée est engagée dans la façade nord. Il reste également dans certaines pièces des plafonds à la française.